# 葉儀皓
葉儀皓（Yvette Fung Yeh Yi Hao，1961年—），祖籍浙江寧波鎮海庄市。葉謀遵之女兒，葉維義之妹。丈夫馮培邦醫生。葉儀皓持有史丹佛大學文學士、洛杉磯加州大學工商管理碩士以及史丹福大學法學院法學博士學位，曾任職律師超過十年。1998年加入新昌集團。新昌集團旗下新昌管理前副主席及執行董事。葉儀皓與丈夫熱心公益，曾資助多個藝術獎助金，如亞洲文心協會的馮培邦醫生伉儷音樂獎助金。

## 名下馬匹
她是香港賽馬會的會員，名下馬匹包括與父親葉謀遵合夥擁有的「好好的」。

## 資料來源
1. ↑  新昌管理 執行董事 的存檔，存档日期2008-08-20.
2. ↑  新昌管理2005/06董事會報告[永久]
3. ↑  馮培邦醫生伉儷音樂獎助金 Yvette and Carl Fung Music Fellowship[永久]

## 外部連結
- 新昌營造葉氏家族股權變動[永久]
- 2005/06新昌管理董事簡介[永久]
- 2003/04新昌管理中期報告